# Liste der Bodendenkmäler in Witzmannsberg
Auf dieser Seite sind die Bodendenkmäler in der niederbayerischen Gemeinde Witzmannsberg zusammengestellt. Diese Tabelle ist eine Teilliste der Liste der Bodendenkmäler in Bayern. Grundlage ist die Bayerische Denkmalliste, die auf Basis des Bayerischen Denkmalschutzgesetzes vom 1. Oktober 1973 erstmals erstellt wurde und seither durch das Bayerische Landesamt für Denkmalpflege geführt wird. Die folgenden Angaben ersetzen nicht die rechtsverbindliche Auskunft der Denkmalschutzbehörde.

## Bodendenkmäler der Gemeinde Witzmannsberg

### Bodendenkmäler in der Gemarkung Witzmannsberg
| Lage                     | Objekt | Akten-Nr.     | Bild |
| ------------------------ | --- | ------------- | ---- |
| Witzmannsberg (Standort) | Untertägige frühneuzeitliche Befunde im Bereich der katholischen Wallfahrtskapelle Maria Bründl, darunter die Spuren von Vorgängerbauten bzw. älteren Bauphasen.          | D-2-7246-0042 |      |
| Witzmannsberg (Standort) | Untertägige spätmittelalterliche und frühneuzeitliche Befunde im Bereich des abgegangenen Hofmarksschlosses von Witzmannsberg, darunter die Spuren von älteren Bauphasen. | D-2-7246-0051 |      |
| Witzmannsberg (Standort) | Spätmittelalterlich-frühneuzeitliches Goldseifenhügelfeld. | D-2-7246-0161 |      |